# 内阁情报调查室
内阁情报调查室（日语：／ Naikaku jōhō chōsashitsu */?），简称內調（日语：／ Naichō */?）、CIRO，为日本最高情报机关，直屬内阁官房长官。内阁情报调查室有日本版中央情報局之稱，為日本情報或安全組織的情報交流對外代表，与公安调查厅、警察廳警備局、外務省国際情報統括官組織、防衛省情報本部、内閣情報会議、合同情報会議一起构成日本的情报机关。

## 概要
它是内阁官房下属的一个情报机构，有194名工作人员。地址位于内阁办公大楼的第6层。
内阁情报官的级别最高，是事务次官级，指定职为8号，直接向内阁总理大臣报告具体的国内和国外情报分析情况。 原则上，每周进行两次定期报告。通过情报收集，防卫省情报本部主要负责SIGINT（通信情报），而公安调查厅和公安警察主要负责与国内情报和反间谍有关的HUMINT（人的情报），而内调主要负责与国内外政治、经济、恐怖主义和其他涉及内阁重要政策的安全事务有关的OSSINT（公开情报）和HUMINT（人的情报）。2013年，政府考虑建立一个专门从事人员情报的内部调查部门。 内阁卫星情报中心是内阁情报调查室的一个下属单位，收集和分析来自情报收集卫星的imints（图像情报）。内调是外国政府情报机构的官方对应机构，如美国的中央情报局（CIA）和英国的秘密情报局（SIS）和中国的国家安全部（MSS），同时还负责处理合同情报会议的行政程序。由于这个原因，它有时被称为"日本版的CIA"。
国家安全委员会及其秘书处--国家安全局被确立为日本国家安全的指挥所，内调向国家安全局提供必要的信息，以便国家安全局提出有关国家安全的政策建议和计划。为了这一合作，国家安全局的情报部门负责人会被指派一名从内阁情报调查室借调的人员。
虽然内调的工作人员来自各个部委和机构的借调人员，包括高级工作人员，但其中许多人是从内阁情报官领导的警察厅借调的，内调在霞关被认为是警察厅的一个派出机关。
内调的前身组织之一是进行SIGINT的陆上幕僚监部调查部第二课别室，实际上，它隶属于内阁情报调查室，一直由从内调借调的警察官僚领导，由于这段历史，情报总部无线电部的负责人仍然是由内调的人员指定。

## 組織結構
内阁情报调查室的負責人稱為内阁情报官，所屬职员约有170至200人，大部分来自日本警察厅。设有总务部、国内部、国外部、经济部、内阁情报搜集中心、内阁卫星情报中心。

## 历史

### 日本版CIA构想的顿挫
内阁情报调查起源于内閣總理大臣官房調查室，它是在总理府内设立的。调查室成立的背景是首相吉田茂的愿望，他认为"内阁应该有一个联络处，来分析和组织国内外的信息，不仅是来自参与公共安全的人，还有来自各部门和机构的信息"，"需要一个直属内阁的情报机构来取代外务省情报局"。该机构的成立是日本版CIA概念的前身，由曾在战前担任朝日新闻副社长和情报局总裁的副总理绪方竹虎和前内务省官僚、国家地方警察本部警備課長村井顺领导。
吉田首相打算通过扩大调查室或在其基础上设立一个独立的组织来加强日本的情报职能，国家警察厅提交了 "设立内阁情报室的行动大纲"，外务省提交了"内閣情報局設置計画書"，法務府特別審查局提交了"关于如何向民众通报颠覆活动的实际情况"。警察、外務、法務各省廳各自提交了关于建立情报组织的草案。最后，村井的建议被批准，并从各省廳借调了调查员，1952年4月9日，通过对《総理府内部部局組織規程》（总理府令）的部分修订，成立了内閣總理大臣官房調查室，使内阁审议室的调查部门独立出来。此外，由法務府特別審查局发展而来的公安调查厅也作为法务省的一个外部局而成立。大约在同一时间，一群前军官，包括有有末精三和辰巳栄一，提议成立"内閣調查室別班"，并成立了睦邻会，后来成为世界政經調查会。
然而，在这之后，调查厅从未成为一个大规模的'中央情報機關'。其中一个原因是当时的公众舆论。绪方有一个想法，就是让内部情报局成为"一个可以捕捉世界上所有信息的中心"，但以读卖新闻为首的三家全国性报纸对此进行了反对，声称建立一个新的内部情报局是战前内阁情报局（控制大众媒体并负责宣传）的复兴。 这迫使建立内阁情报局的想法受挫。另一个原因则是内务省和外务省之间的地盘之争。了解情报工作的绪方于1956年去世，这对中央情报机构构想的负面影响也很重要。
1957年8月1日，随着《内阁法》（法律）的部分修订，《内阁官房组织令》（内阁令）的实施和《总理府本府组织令》（内阁令）的部分修订，内閣總理大臣官房調查室被废除，内閣調查室作为内阁官房的一个组织成立。

### 冷战时代的内调
1955年，国际部成立了一个 "军事班"，由前海军中佐久住忠男领导，观察越南战争和驻扎在冲绳的美国军队的发展。
1960年《安保条约》签订后，内调开始加入安保辩论的大潮，支持集结了一批现实主义评论家，如中村菊男、高坂正堯、若泉敬、小谷秀二郎等人，促进安全保障论。即使在今天，内调也会举行一些研究小组，并邀请学术界和公司，听取对形势的分析。
1977年1月1日，随着《内閣調査室組織規則》的实施，内部体制变成了五个部门：總務部門、国内部門、国際部門、經濟部門、資料部門。
在第一届中曾根内阁期间，根据时任内阁官房长官的後藤田正晴的决定，以前归内阁官房长官的"長官報告"被提升为"总理报告"，建立了直接向政府首脑报告的制度，这是全球的标准化操作。
1986年7月1日，内阁研究室在对《内閣官房組織令》进行部分修订后，由内阁调查室更名为现在的内阁情报调查室（保留了五部门的结构）。

### 后冷战时代
1995年，阪神·淡路大地震发生。针对当时政府启动缓慢的教训，1996年5月11日对《内阁情报调查室组织规则》（以下简称'规则'）进行了部分修订，在内部结构中增加了内閣情報集約中心。阪神大地震引发了对首相府的信息收集和危机管理制度的改革，如首相府通过驾驶自卫队飞机积极收集信息，建立与私营部门的合作制度，并向大众媒体传播信息。
朝鲜的弹道导弹和核武器也是重要问题。在1994年2月的美日峰会上，当美国和朝鲜在核武器问题上僵持不下时，美国通知当时的首相细川护熙，它愿意采取强硬措施。细川回到日本后，立即指示内调收集有关朝鲜局势的信息，为美国和朝鲜之间的公开战争做准备。内调作出预测，"空袭将是最后手段，海上封锁或在公海上进行现场检查将是主要措施。"细川还对朝鲜局势作出了评估。为了准备应对朝鲜特工的破坏活动，对朝鲜战争期间的破坏情况进行了研究。在金日成去世时，他知道朝鲜人民军的发展，部分原因是来自美国的信息。
这些经验使有关方面和公众对信息收集卫星的需求逐渐增加，当大浦洞一号于1998年发射时，公众舆论急剧上升，1999年3月1日（平成11年），对条例的部分修订成立了情報收集衛星導入準備室作为一个内部机构，信息收集卫星的全面计划正式开始。
在1996年至1998年桥本内阁期间，在後藤田正晴的倡议下，制定了建立内閣情報局的法案，离实现目标又近了一步。该法案旨在通过设立"内阁情报局"来恢复战前的情报局。
2001年1月6日，由于中央省廳再編后对内閣法及内閣官房組織令进行了部分修订，内閣情報調查室長（政令職）被取消，改名为内阁情报官（法定职）；4月1日，内阁秘书处组织令和规则被部分修订，情報收集衛星導入準備室被取消，内阁卫星情报中心作为一个内部组织成立。7月1日，通过对规则的部分修订，资料部门改名为情報管理部門，但在2004年4月1日，工作被分散到總務、國內、國際三个部门，情報管理部门取消。
2008年4月1日（2008年），《条例》的部分修正案设立了内閣情報分析官一职，内阁卫星情报中心的'管制部'被改组为'技术部'。还成立了一个'反情报中心'，处理政府内部的反情报工作。
2013年11月13日，为支持非政府组织活动，根据从卫星图像中收集的信息和公开的关于当月袭击菲律宾的第30号台风造成的损失的信息，绘制了一张热带风暴塔克洛班的估计损失地图，并向公众开放。向公众提供了这些地图，以支持非政府组织等的活动。
2013年12月（平成25年），第二届安倍内阁成立了国家安全委员会（日本版的NSC），2014年1月（平成26年），国家安全保障局，即国家安全保障会议的事务局成立。国家安全保障局需要获得有助于国家安全方面的政策建议和规划的信息，因此有必要加强与国家安全保障局内閣参事官的合作，一名从内调借调的警察官僚被任命为国家安全局内阁参事官的情报部门负责人。

### 事件
2008年1月17日，一名內閣情報調查室官員被指控替俄國從事情蒐，向俄國交付機密情報。俄國否認與此事件有關。 此事件後，日本國內一直有希望對內閣情報調查室加強監督的呼籲。

## 历任内阁情报官
- 内閣官房内閣情報調査室長
  - 谷口守正 1986年7月1日－1987年6月16日
  - 大高時男 1987年6月16日－1989年6月30日
  - 森田雄二 1989年6月30日－1992年9月1日
  - 金田雅喬 1992年9月1日－1993年3月8日
  - 大森義夫 1993年3月8日－1997年4月4日
  - 杉田和博 1997年4月4日－2001年1月5日
- 内阁情报官
  - 杉田和博 2001年1月6日－2001年4月1日
  - 兼元俊徳 2001年4月1日－2006年4月1日
  - 三谷秀史 2006年4月1日－2010年4月2日
  - 植松信一 2010年4月2日－2011年12月27日
  - 北村滋 2011年12月27日－2012年9月11日
  - 瀧澤裕昭 2019年9月11日－現任

## 外部連結
- 内閣情報調査室 （页面存档备份，存于）
  - 内閣情報調査室パンフレット （页面存档备份，存于）
- 内閣のインテリジェンス （页面存档备份，存于）
- 内閣官房組織令
- （参考）外国の主な情報・団体規制機関の所属組織等 （页面存档备份，存于）